# Amastus polystrigata
Amastus polystrigata là một loài bướm đêm thuộc phân họ Arctiinae, họ Erebidae.